# Cheilotrichia (Empeda) oresitropha
Cheilotrichia (Empeda) oresitropha is een tweevleugelige uit de familie steltmuggen (Limoniidae). De soort komt voor in het Neotropisch gebied.